# TenZ
TenZ właśc. Tyson Ngo (ur. 5 maja 2001) – kanadyjski zawodowy gracz Valorant, streamer i były zawodowy gracz Counter-Strike: Global Offensive. Obecnie jest związany z amerykańską drużyną e-sportową Sentinels.

## Kariera
Kariera zawodowa TenZa rozpoczęła się w październiku 2019 roku, kiedy w wieku 18 lat dołączył do zespołu Cloud9 Counter-Strike: Global Offensive. W kwietniu 2020 r., po publicznej wersji beta strzelanki pierwszoosobowej Riot Games Valorant, TenZ ogłosił zamiar wycofania się z Counter -Strike: Global Offensive i przejścia do nowej gry.
2 czerwca 2021 roku amerykańska drużyna e-sportowa Sentinels podpisała kontrakt z TenZem.

## Życie prywatne
TenZ jest w związku z Kyedae Shymko. W sierpniu 2022 roku para ogłosiła zaręczyny.